# Modprobe
modprobe là một phần mềm Linux do Rusty Russell viết, nó dùng để thêm vào hay gỡ bỏ một loadable kernel module (viết tắt: LKM) từ nhân linux. Chương trình được sử dụng nhiều trong udev khi tải chương trình điều khiển cho các bộ phận phần cứng phát hiện tự động.
Năm 2010, modprobe được phân phối như một phần của gói phần mềm "module-init-tools cho nhân Linux phiên bản >= 2.6. Trước đó nó được phát triển trong bộ "modutils" dùng trên các phiên bản Linux 2.2.x và 2.4.x.

## Hoạt động
Chương trình cung cấp nhiều chức năng hơn các tiện ích cơ bản như insmod và rmmod, ví như:
- Khả năng đưa ra quyết định trực quan hơn về mô đun nào cần tải.
- Có thông tin về các mô đun phụ thuộc, trước khi tải một mô đun, chương trình thêm các mô đun cần thiết vào.
- Phân tích đệ quy các mô đun phụ thuộc cần thiết.

Nếu không có yêu cầu nào được chỉ định, chương trình mặc định thêm/chèn/cài đặt mô đun vào nhân. Để chạy chương trình, người dùng phải có quyền root, trong vài trường hợp phải gõ lệnh sudo modprobe.
Nếu vài đối số được thêm vào lệnh sau tên mô đun, chúng được chuyển tới nhân (in addition to any options listed in the configuration file). Trong vài phiên bản của modprobe, tập tin cấu hình chính là modprobe.conf được đặt trong thư mục /etc/modprobe.d với một loạt các tập cấu hình mang tên <tên mô đun>.

## Blacklist
Trong trường hợp hai hay nhiều mô đun hỗ trợ cùng một thiết bị, hay một mô đun không thể hỗ trợ một thiết bị: từ khóa blacklist cho phép ta thông báo cho chương trình bỏ qua những mô đun theo sau.
Có hai cách để blacklist mô đun bằng modprobe, thứ nhất là cấu hình trong /etc/modprobe.d/blacklist
```
cat /etc/modprobe.d/blacklist
blacklist ieee1394
blacklist ohci1394
blacklist eth1394
blacklist sbp2
```